# Дред Скотт против Сэндфорда
«Дред Скотт против Сэндфорда» (англ. Dred Scott v. Sandford) — известное дело Верховного суда Соединённых Штатов Америки, решением по которому было узаконено бесправное положение афроамериканцев. Суд постановил, что все привезённые в Америку чернокожие и их потомки не являются гражданами Соединённых Штатов, не имеют права на его получение, не имеют права обращаться в суд и не могут быть отняты у владельца без суда.
Решение было подготовлено Роджером Тони.

## Обстоятельства

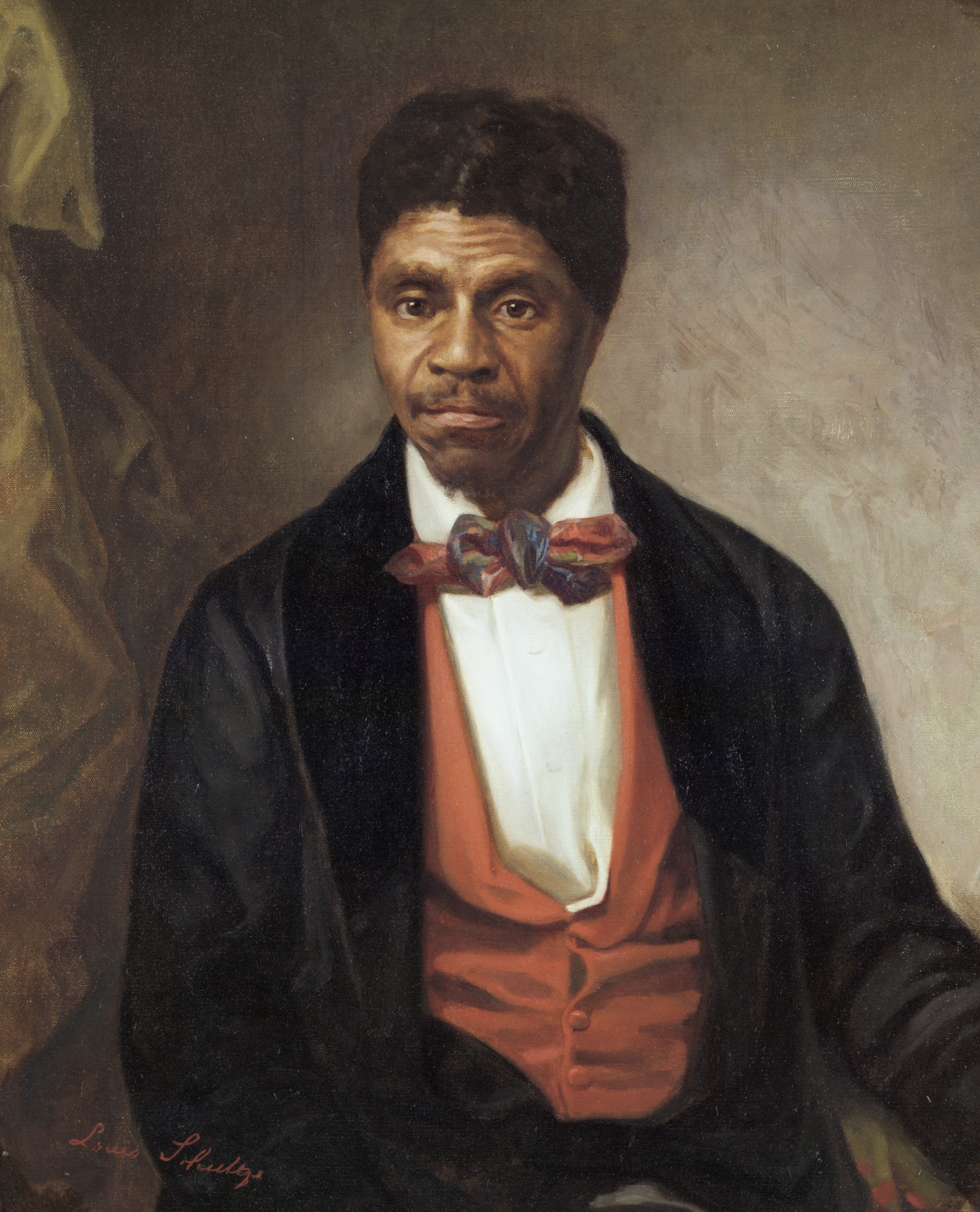
Дредд Скотт (портрет)

Дред Скотт родился в рабстве в период между 1795 и 1800 годом в штате Виргиния. В 1830 году переехал вместе с владельцами в штат Миссури. В 1832 году его купил армейский офицер по имени Джон Эмерсон.
В течение последующих 12 лет Скотт сопровождал Эмерсона в его командировках (Форт Армстронг, штат Иллинойс, Форт Снеллинг (на территории современной Миннесоты)). С 1816 года рабство на территории Иллинойса было запрещено, в Конституцию Иллинойса запрет на рабство был добавлен в 1819 году. В 1820 году рабство в Иллинойсе было запрещено на федеральном уровне (Миссурийский компромисс). Эмерсон позволил Дреду Скотту жениться, несмотря на то, что рабы не имели на это права.
В 1837 году Эмерсон получил назначение в англ. Jefferson Barracks Military Post в штате Миссури. Скотт с женой остался в Форте Снеллинг. Затем Эмерсон был переведён в англ. Fort Jessup. В конце 1838 года Эмерсон снова был переведён в форт Снеллинг. В 1840 году жена Эмерсона и Скотт с женой вернулись в Сент-Льюис, в то время как Эмерсон воевал с семинолами. В 1842 году, через 2 года после отставки, Эммерсон скончался, а его имущество, включая Дреда Скотта, унаследовала супруга. Дред Скотт предлагал ей за себя выкуп, но получил отказ.

## Предыстория

### Первая попытка
После неудачной попытки выкупить себя и свою семью Дред Скотт начал бороться за свободу юридическими средствами. Он подал иск в суд против хозяев, основываясь на том, что пребывание на свободных от рабства территориях автоматически делало его свободным. На тот момент уже существовали подобные прецеденты (англ. Somerset v. Stewart, англ. Winny v. Whitesides и англ. Rachel v. Walker).